# Edmund Cartwright

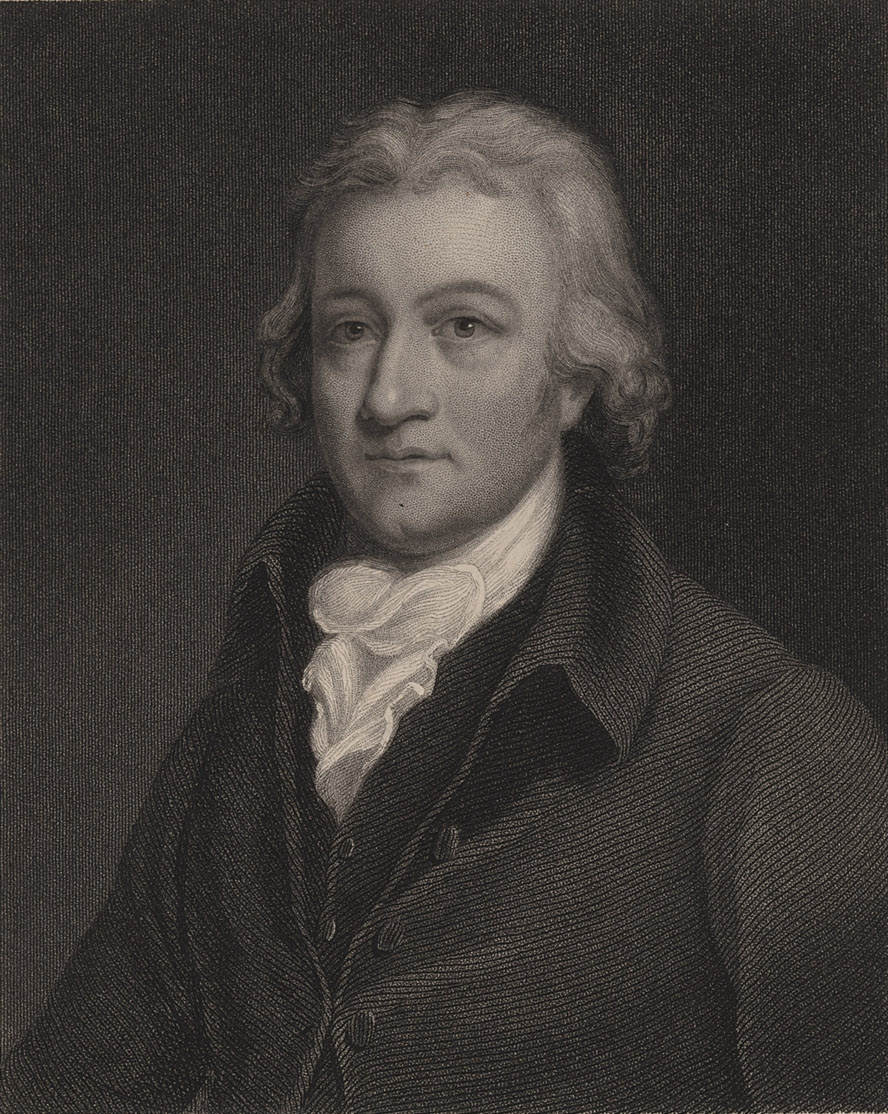
Edward Cartwright

Edward (Edmund) Cartwright (24 de abril de 1743 en, Nottinghamshire - 20 de octubre de 1823 en Hastings, Sussex (a los 80 años)  fue un clérigo e inventor inglés que creó el primer telar mecánico.